# Jerzy Koźmiński
Jerzy Koźmiński (ur. 1953 w Tarnowie) – polski ekonomista, dyplomata i urzędnik państwowy, ambasador RP w Stanach Zjednoczonych (1994–2000) i wiceminister spraw zagranicznych (1993–1994).

## Życiorys
Ukończył studia na Wydziale Handlu Zagranicznego Szkoły Głównej Planowania i Statystyki, po których podjął pracę naukowo-dydaktyczną na tej uczelni jako asystent. Działał w ZSP i SZSP. Pracował w sekretariacie Międzynarodowego Związku Studentów w Pradze.
W 1989 został pracownikiem Urzędu Rady Ministrów. Był dyrektorem generalnym i następnie podsekretarzem stanu w URM. Współpracował w tym czasie z Leszkiem Balcerowiczem, zajmując się koordynacją zespołu pracującego nad pakietem reform gospodarczo-ustrojowych. Był organizatorem zespołów doradczych premier Hanny Suchockiej. Od 1993 do 1994 zajmował stanowisko sekretarza stanu w Ministerstwie Spraw Zagranicznych.
W latach 1994–2000 sprawował urząd ambasadora RP w Waszyngtonie. W okresie pełnienia przez niego tej funkcji prowadzone były negocjacje nad akcesem do NATO, zakończone przystąpieniem Polski do Paktu Północnoatlantyckiego w 1999. Aktywność i skuteczność Jerzego Koźmińskiego w przekonywaniu środowisk decyzyjnych w Waszyngtonie były oceniane bardzo wysoko.
Od 2000 jest prezesem zarządu Polsko-Amerykańskiej Fundacji Wolności, mającej na celu wspieranie budowy społeczeństwa obywatelskiego, upowszechniania demokracji i gospodarki rynkowej. Wszedł w skład rady programowej Kongresu Kultury Polskiej 2009. W 2010 został powołany na wiceprzewodniczącego rady Polskiego Instytutu Spraw Międzynarodowych, później pozostał członkiem rady. Został też członkiem Komisji Trójstronnej.
Mąż Ireny Koźmińskiej, działaczki społecznej i inicjatorki akcji „Cała Polska czyta dzieciom”.

## Odznaczenia i wyróżnienia
Ordery i odznaczenia
- Krzyż Komandorski z Gwiazdą Orderu Odrodzenia Polski (2000)[7]
- Krzyż Komandorski Orderu Wielkiego Księcia Giedymina (Litwa, 2002)[8]

Nagrody i wyróżnienia
- Perła Honorowa Polskiej Gospodarki w kategorii krzewienie wartości patriotycznych (2014)[9]
- Nagroda Jana Nowaka-Jeziorańskiego (2011)[10]
- Nagroda im. Andrzeja Bączkowskiego (1998)
- Medal Fundacji Kościuszkowskiej
- Nagroda im. Władysława Grabskiego przyznana przez Konfederację Lewiatan (2016)[11]